# Chișlaz
Chislaz là một xã thuộc hạt Bihor, România. Dân số thời điểm năm 2002 là 3451 người.